# Насау-Зиген
Насау-Зиген (на немски: Haus Nassau-Siegen) е линия на Дом Насау. Създава се през 1303 г. от Отонската линия на род Дом Насау със столица град Зиген. През 1328 г. фамилията наследява собствеността на линията Насау-Диленбург и се нарича на нея. През 1341 г. от нея се отделя линията Насау-Байлщайн.
- 1308 – 1343: Хайнрих I от Насау е първият граф на новата държава, преди Хайнрих III.
- 1343 – 1350: Ото II

През 1606 г. линията Насау-Зиген отново се отделя от Насау-Диленбург. През 1652 г. император Фердинанд III издига граф Йохан Мориц на имперски княз. През 1734 г. линията е обединена с Дом Орания-Насау. През това време съществуват десет графа, от 1652 г. князе на Насау-Зиген:
- 1609 – 1623: Йохан VII, също: Йохан Средни
- 1623 – 1638: Йохан VIII, също: Йохан Млади
- 1638 – 1674: Георг Фридрих
- 1674 – 1679: Йохан Мориц
- 1679 – 1691: Вилхелм Мориц
- 1691 – 1699: Йохан Франц Дезидератус
- 1699 – 1707: Вилхелм Хиацинт
- 1707 – 1722: Фридрих Вилхелм Адолф
- 1722 – 1734: Фридрих Вилхелм II

Княжеството Насау-Зиген се състояло от днешните градове Фройденберг, Хилхенбах, Кройцтал, Зиген и Вилнсдорф. На Север граничело а херцогство Вестфалия, на Запад с господство Вилденбург и графство Сайн-Алтенкирхен. На Юг се намирало княжеството Насау-Диленбург и на Изток графство Витгенщайн-Витгенщайн.